# Colombiaans voetbalelftal in 1991
Het Colombiaans voetbalelftal speelde in totaal elf interlands in het jaar 1991, waaronder zeven wedstrijden bij de strijd om de Copa América in Chili. De nationale selectie stond onder leiding van bondscoach Luis Augusto García, de opvolger van de in 1990 opgestapte Francisco Maturana. Drie spelers kwamen in alle elf de duels in actie: doelman René Higuita, verdediger Luis Carlos Perea en middenvelder Freddy Rincón.

## Balans
| Wedstrijden | Wedstrijden | Wedstrijden | Wedstrijden | Doelpunten | Doelpunten | Doelpunten | Punten |
| Gespeeld    | Winst       | Gelijk      | Verlies     | Voor       | Tegen      | Saldo      | Punten |
| ----------- | ----------- | ----------- | ----------- | ---------- | ---------- | ---------- | ------ |
| 11          | 3           | 4           | 4           | 10         | 11         | –1         | 0.909  |

## Interlands
|                                                       |        |       |          |                                                                                    |
| 29 januari Vriendschappelijk № 206 «onderlinge duels» | Mexico | 0 – 0 | Colombia | Estadio Nou Camp, León Toeschouwers: onbekend Scheidsrechter: Robert Sawtell (CAN) |
| 29 januari Vriendschappelijk № 206 «onderlinge duels» |        |       |          | Estadio Nou Camp, León Toeschouwers: onbekend Scheidsrechter: Robert Sawtell (CAN) |

|                                               |                                       |       |                                                   |                                                                             |
| 3 februari Miami Cup № 207 «onderlinge duels» | Colombia                              | 2 – 3 | Zwitserland                                       | Orange Bowl, Miami Toeschouwers: 5.107 Scheidsrechter: Raul Dominguez (USA) |
| 3 februari Miami Cup № 207 «onderlinge duels» | Antony de Ávila 28' Freddy Rincón 38' |       | 43' Marcel Koller 57' Beat Sutter 76' Beat Sutter | Orange Bowl, Miami Toeschouwers: 5.107 Scheidsrechter: Raul Dominguez (USA) |

|                                                   |                                       |       |                                       |                                                                                     |
| 5 juni Vriendschappelijk № 208 «onderlinge duels» | Zweden                                | 2 – 2 | Colombia                              | Råsunda Stadion, Stockholm Toeschouwers: 12.261 Scheidsrechter: Simo Ruokonen (FIN) |
| 5 juni Vriendschappelijk № 208 «onderlinge duels» | Tomas Brolin 32' Kennet Andersson 73' |       | 62' Freddy Rincón 71' Arnoldo Iguarán | Råsunda Stadion, Stockholm Toeschouwers: 12.261 Scheidsrechter: Simo Ruokonen (FIN) |

|                                                    |            |                     |          |                                                                                                   |
| 25 juni Vriendschappelijk № 209 «onderlinge duels» | Costa Rica | 0 – 1               | Colombia | Estadio Nacional de Costa Rica, San José Toeschouwers: 5.000 Scheidsrechter: Carlos Arrieta (CRC) |
| 25 juni Vriendschappelijk № 209 «onderlinge duels» |            | 28' Antony de Ávila |          | Estadio Nacional de Costa Rica, San José Toeschouwers: 5.000 Scheidsrechter: Carlos Arrieta (CRC) |

| Copa América |
| ------------ |

|                                                      |                     |       |         |                                                                                         |
| 7 juli Copa América Groep B № 210 «onderlinge duels» | Colombia            | 1 – 0 | Ecuador | Estadio Playa Ancha, Valparaíso Toeschouwers: 15.000 Scheidsrechter: Juan Escobar (PAR) |
| 7 juli Copa América Groep B № 210 «onderlinge duels» | Antony de Ávila 25' |       |         | Estadio Playa Ancha, Valparaíso Toeschouwers: 15.000 Scheidsrechter: Juan Escobar (PAR) |

|                                                       |          |       |         |                                                                                             |
| 11 juli Copa América Groep B № 211 «onderlinge duels» | Colombia | 0 – 0 | Bolivia | Estadio Sausalito, Viña del Mar Toeschouwers: 15.000 Scheidsrechter: Francisco Farias (VEN) |
| 11 juli Copa América Groep B № 211 «onderlinge duels» |          |       |         | Estadio Sausalito, Viña del Mar Toeschouwers: 15.000 Scheidsrechter: Francisco Farias (VEN) |

|                                                       |          |                                         |          |                                                                                          |
| 13 juli Copa América Groep B № 212 «onderlinge duels» | Brazilië | 0 – 2                                   | Colombia | Estadio Sausalito, Viña del Mar Toeschouwers: 15.000 Scheidsrechter: Carlos Maciel (PAR) |
| 13 juli Copa América Groep B № 212 «onderlinge duels» |          | 35' Antony de Ávila 66' Arnoldo Iguarán |          | Estadio Sausalito, Viña del Mar Toeschouwers: 15.000 Scheidsrechter: Carlos Maciel (PAR) |

|                                                       |                  |       |          |                                                                                                |
| 15 juli Copa América Groep B № 213 «onderlinge duels» | Uruguay          | 1 – 0 | Colombia | Estadio Sausalito, Viña del Mar Toeschouwers: 30.000 Scheidsrechter: Juan Carlos Loustau (ARG) |
| 15 juli Copa América Groep B № 213 «onderlinge duels» | Peter Méndez 19' |       |          | Estadio Sausalito, Viña del Mar Toeschouwers: 30.000 Scheidsrechter: Juan Carlos Loustau (ARG) |

|                                                           |                   |       |                     |                                                                                       |
| 17 juli Copa América Finaleronde № 214 «onderlinge duels» | Chili             | 1 – 1 | Colombia            | Estadio Nacional, Santiago Toeschouwers: 65.000 Scheidsrechter: Ernesto Filippi (URU) |
| 17 juli Copa América Finaleronde № 214 «onderlinge duels» | Iván Zamorano 74' |       | 37' Arnoldo Iguarán | Estadio Nacional, Santiago Toeschouwers: 65.000 Scheidsrechter: Ernesto Filippi (URU) |

|                                                           |          |                                    |          |                                                                                              |
| 19 juli Copa América Finaleronde № 215 «onderlinge duels» | Colombia | 0 – 2                              | Brazilië | Estadio Nacional, Santiago Toeschouwers: 75.000 Scheidsrechter: Juan Francisco Ramírez (PER) |
| 19 juli Copa América Finaleronde № 215 «onderlinge duels» |          | 29' Renato Gaucho 76' (pen) Branco |          | Estadio Nacional, Santiago Toeschouwers: 75.000 Scheidsrechter: Juan Francisco Ramírez (PER) |

|                                                           |                                         |       |                     |                                                                                    |
| 21 juli Copa América Finaleronde № 216 «onderlinge duels» | Argentinië                              | 2 – 1 | Colombia            | Estadio Nacional, Santiago Toeschouwers: 50.000 Scheidsrechter: Juan Escobar (PAR) |
| 21 juli Copa América Finaleronde № 216 «onderlinge duels» | Diego Simeone 11' Gabriel Batistuta 19' |       | 70' Antony de Ávila | Estadio Nacional, Santiago Toeschouwers: 50.000 Scheidsrechter: Juan Escobar (PAR) |

## Statistieken
| René Higuita          | 1966-08-28 | Real Valladolid        | 11 | 0 | 0 | 48 | 3  |
| Verdediging           |            |                        |    |   |   |    |    |
| Luis Carlos Perea     | 1963-12-29 | Independiente Medellín | 11 | 0 | 0 | 48 | 1  |
| Andrés Escobar        | 1967-03-13 | Atlético Nacional      | 8  | 0 | 0 | 34 | 1  |
| Diego Osorio          | 1970-07-21 | Atlético Nacional      | 8  | 0 | 0 | 8  | 0  |
| Luis Fernando Herrera | 1962-06-12 | Atlético Nacional      | 6  | 0 | 0 | 28 | 1  |
| Wilmer Cabrera        | 1967-09-15 | América de Cali        | 3  | 1 | 0 | 9  | 0  |
| Gildardo Gómez        | 1963-10-13 | Atlético Nacional      | 2  | 0 | 0 | 21 | 0  |
| Alexis Mendoza        | 1961-11-08 | América de Cali        | 2  | 0 | 0 | 12 | 0  |
| Wilson Pérez          | 1967-08-09 | América de Cali        | 2  | 0 | 0 | 18 | 0  |
| Gabriel Martínez      | 1958-07-03 | Atlético Junior        | 1  | 0 | 0 | 1  | 0  |
| Augusto Vargas        | 1962-03-26 | Deportes Quindio       | 1  | 0 | 0 | 1  | 0  |
| Middenveld            |            |                        |    |   |   |    |    |
| Freddy Rincón         | 1966-08-14 | América de Cali        | 10 | 1 | 2 | 23 | 5  |
| Carlos Valderrama     | 1961-09-02 | Real Valladolid        | 9  | 0 | 0 | 39 | 5  |
| Leonel Álvarez        | 1965-07-29 | Real Valladolid        | 7  | 0 | 0 | 46 | 1  |
| Eduardo Pimentel      | 1961-05-18 | América de Cali        | 7  | 0 | 0 | 7  | 0  |
| Alexis García         | 1960-07-21 | Atlético Nacional      | 3  | 1 | 0 | 18 | 0  |
| Bernardo Redín        | 1963-02-26 | CSKA Sofia             | 3  | 1 | 0 | 40 | 5  |
| Carlos Estrada        | 1962-11-01 | Millonarios            | 2  | 1 | 0 | 12 | 0  |
| José Ricardo Pérez    | 1965-10-24 | Atlético Nacional      | 2  | 0 | 0 | 16 | 0  |
| Óscar Pareja          | 1968-08-10 | Independiente Medellín | 1  | 2 | 0 | 3  | 0  |
| Alex Escobar          | 1965-02-08 | América de Cali        | 1  | 1 | 0 | 4  | 0  |
| Hugo Galeano          | 1964-08-26 | Millonarios            | 0  | 1 | 0 | 1  | 0  |
| Aanval                |            |                        |    |   |   |    |    |
| Antony de Ávila       | 1962-12-21 | América de Cali        | 10 | 0 | 5 | 24 | 7  |
| Arnoldo Iguarán       | 1957-01-18 | Millonarios            | 6  | 0 | 3 | 67 | 25 |
| Albeiro Usuriaga      | 1966-06-12 | América de Cali        | 3  | 3 | 0 | 15 | 1  |
| Sergio Angulo         | 1960-09-14 | América de Cali        | 2  | 0 | 0 | 12 | 1  |
| Iván Valenciano       | 1972-03-18 | Atlético Junior        | 0  | 3 | 0 | 3  | 0  |
| Níver Arboleda        | 1967-12-08 | Atlético Nacional      | 0  | 1 | 0 | 1  | 0  |
| Justino Sinisterra    | 1962-08-06 | Deportes Quindio       | 0  | 1 | 0 | 1  | 0  |

Colfútbol · A-internationals · Selecties · Statistieken · Bondscoaches · Colombiaans vrouwenelftal · Olympisch elftal · Colombia U20 · Colombia U17
1938 – 1949 ·
1950 – 1959 ·
1960 – 1969 ·
1970 – 1979 ·
1980 – 1989 ·
1990 – 1999 ·
2000 – 2009 ·
2010 – 2019 ·
2020 – 2029
WK 1962 · 
WK 1990 · 
WK 1994 · 
WK 1998 · 
WK 2014 · 
WK 2018
OS 1968 · 
OS 1972 · 
OS 1980 · 
OS 1992 · 
OS 2016
1938 · 
1939 · 1940 · 1941 · 1942 · 1943 · 1944 · 
1946 · 
1947 · 
1948 · 
1949 · 
1950 · 1951 · 1952 · 1953 · 1954 · 1955 · 1956 · 
1957 · 
1958 · 1959 · 1960 · 
1961 · 
1962 · 
1963 · 
1964 · 
1965 · 
1966 · 
1967 · 
1968 · 
1969 · 
1970 · 
1971 · 
1972 · 
1973 · 
1974 · 
1975 · 
1976 · 
1977 · 
1978 · 
1979 · 
1980 · 
1981 · 
1982 · 
1983 · 
1984 · 
1985 · 
1986 · 
1987 · 
1988 · 
1989 · 
1990 ·
1991 · 
1992 · 
1993 · 
1994 · 
1995 · 
1996 · 
1997 · 
1998 · 
1999 · 
2000 · 
2001 · 
2002 · 
2003 · 
2004 · 
2005 · 
2006 · 
2007 · 
2008 · 
2009 · 
2010 · 
2011 · 
2012 · 
2013 · 
2014 · 
2015 · 
2016 · 
2017 ·
2018 ·
2019 ·
2020 ·
2021
Algerije ·
Argentinië ·
Australië ·
Bahrein ·
België ·
Bolivia · 
Brazilië ·
Canada ·
Chili ·
China · 
Costa Rica ·
Cuba ·
DDR ·
Duitsland ·
Ecuador ·
Egypte ·
El Salvador ·
Engeland ·
Finland ·
Frankrijk ·
Griekenland ·
Guatemala · 
Haïti ·
Honduras ·
Hongarije ·
Hongkong ·
Ierland ·
Irak ·
Israël ·
Ivoorkust ·
Jamaica ·
Japan ·
Joegoslavië ·
Jordanië ·
Kameroen ·
Koeweit · 
Liberia · 
Marokko ·
Mexico ·
Montenegro ·
Nederland ·
Nederlandse Antillen ·
Nicaragua ·
Nieuw-Zeeland · 
Nigeria ·
Noord-Ierland ·
Noorwegen ·
Panama ·
Paraguay ·
Peru ·
Polen ·
Puerto Rico ·
Qatar ·
Roemenië ·
Saoedi-Arabië ·
Schotland ·
Senegal ·
Servië ·
Slovenië ·
Slowakije ·
Sovjet-Unie ·
Spanje ·
Trinidad en Tobago ·
Tsjecho-Slowakije ·
Tunesië · 
Turkije · 
Uruguay ·
Venezuela ·
Verenigde Arabische Emiraten · 
Verenigde Staten ·
Zuid-Afrika ·
Zuid-Korea ·
Zweden ·
Zwitserland
Brazilië (2014) ·
Engeland (2018) ·
Griekenland (2014) ·
Ivoorkust (2014) ·
Japan (2014) ·
Japan (2018) ·
Polen (2018) ·
Senegal (2018) ·
Uruguay (2014)